# Jaan-E-Mann

Jaan-E-Mann est un film indien de Bollywood réalisé par Shirish Kunder, sorti en 2006, avec Salman Khan, Akshay Kumar et Preity Zinta. C’est le premier film de Shirish Kunder en tant que réalisateur. 
Dans ce film, c’est la première fois qu’Anupam Kher joue un petit rôle.
Le tournage débuta à New York le 1er septembre 2005 puis se poursuivit à Mumbai. Les rôles principaux masculins ont été écrits pour Salman Khan et Shahrukh Khan, mais ce dernier ayant décliné l’offre, Akshay Kumar le remplace. 

## Synopsis
Suhaan (Salman Khan) et Piya (Preity Zinta) sont tombés amoureux au collège et se sont enfuis pour se marier. Toutefois, Suhaan garde son mariage secret afin de poursuivre sa carrière d’acteur. Délaissée, Piya s'installe à New York et demande le divorce ainsi qu'une substantielle pension alimentaire. Avec l'aide de son avocat (Anupam Kher), Suhaan monte un stratagème : ayant retrouvé Agastya Rao (Akshay Kumar), ancien amoureux transi de Piya, il l'accompagne à New York et le conseille afin qu'il séduise et épouse son ex-femme pour éviter de payer la pension alimentaire. Bien entendu, rien ne se passe comme prévu. 

## Fiche technique
- Titre : Jaan-E-Mann
- Titre hindi : जान-ए मन,
- Titre ourdou : جان من)
- Réalisateur : Shirish Kunder
- Producteur : Sajid Nadiadwala
- Scénario : Shirish Kunder
- Musique : Anu Malik
- Distribution : Nadiadwala Grandsons'
- Sortie : 20 octobre 2006
- Durée : 172 min
- Pays : Inde
- Langues : hindi et anglais

## Distribution
- Salman Khan : Suhaan Kapoor
- Akshay Kumar : Agastya Rao
- Preity Zinta : Piya Goyal/Preity Zintakova
- Anupam Kher : Vakil Chachu (Boney)
- Soni Razdan : Mère de Piya
- Javed Sheikh : Père de Piya
- Nawab Shah (en) : Vishal Goyal

## Musique
La bande originale du film comporte 9 chansons dont la musique a été composée par Anu Malik et les paroles ont été écrites par Gulzar.
| Titre                       | Interprète(s)                                                           |
| --------------------------- | ----------------------------------------------------------------------- |
| Humko Maaloom Hai           | Sonu Nigam et Sadhana Sargam                                            |
| Jaane Ke Jaane Na           | Sonu Nigam, Sukhvinder Singh et Krishna Beura                           |
| Ajnabi Shehar               | Sonu Nigam                                                              |
| Sau Dard                    | Sonu Nigam                                                              |
| Udh Jaana... Bro!           | Kunal Ganjawala, Adnan Sami et Sunidhi Chauhan                          |
| Kubool Kar Le               | Udit Narayan, Rahul Vaidya, Amit Sana, Monali Thakur et Prajakta Shukre |
| Jaane Ke Jaane Na - Remixed | Club mix - DJ Shane                                                     |
| Sau Dard - Remixed          | Club mix - DJ Shane                                                     |
| Udh Jaane... Bro! - Remixed | Club mix - DJ Shane                                                     |